# 嘉实基金
嘉实基金管理有限公司成立于1999年3月，是中国大陆最早成立的10家基金管理公司之一。截止2021年6月，管理资产总规模超13000亿人民币，公募基金创造回报累计近2300亿人民币，投研团队人数超300人。目前旗下管理多只封闭式基金、开放式基金及多个社保组合和企业年金账户。

## 历史
- 1999年3月，经中国证券监督管理委员会批准，公司在北京正式成立。
- 2002年12月，获得全国社保基金首批投资管理人资格。
- 2003年5月，注册地迁往上海浦东。
- 2005年6月，德意志资产管理公司参股。
- 2005年8月，首批获得企业年金投资管理人资格。
- 2007年8月，获QDII资格。
- 2008年2月, 首批获准开展特定客户资产管理业务。
- 2009年2月, 嘉实国际资产管理公司完成在香港的注册。

## 股东
2008年3月，公司出资比例发生变更。变更后股东情况如下：
- 中诚信托有限责任公司(40%)
- 立信投资有限责任公司(30%)
- 德意志资产管理（亚洲）有限公司(30%)

## 业务范围
- 证券投资基金设立与管理
- 全国社保基金投资管理人
- 企业年金投资管理人
- 境外证券投资管理
- 特定客户资产管理

## 旗下基金
- 开放式基金
  - 股票型
    - 嘉实300
    - 嘉实海外
    - 嘉实优质
    - 嘉实研究精选
    - 嘉实量化

  - 债券型
    - 嘉实债券
    - 嘉实超短债
    - 嘉实多元债券

  - 货币型
    - 嘉实货币

  - 混合型
    - 嘉实策略
    - 嘉实主题精选
    - 嘉实成长收益
    - 嘉实增长
    - 嘉实稳健
    - 嘉实服务
    - 嘉实回报混合